# Kaspicean, Șumen
Kaspicean (în bulgară Каспичан) este un sat în comuna Kaspicean, regiunea Șumen, Bulgaria.